# Носослізний канал
Нососльозовий канал (лат. canalis nasolacrimalis) — кістковий канал, що сполучає очницю з носовою порожниною. Через нього проходить носослізна протока, що служить для відведення слізної рідини від ока в передню частину нижнього носового ходу (meatus nasalis inferior).
Носослізний канал починається на сльозовій ямці (fossa sacci lacrimalis), яка утворюється при злитті сльозових борозн верхньої щелепи і сльозової кістки.
Оскільки форма черепа у людей є дуже варіабельною, то і розміри каналу можуть сильно відрізнятися між собою. Довжина сльозової ямки становить в середньому 16 мм, а ширина 5-6 мм. Довжина каналу становить від 12,4 мм до 15 мм.